# Friedrich Koenig

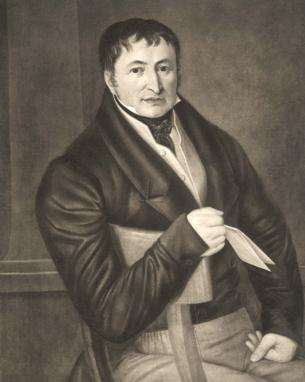
Friedrich Koenig

Johann Friedrich Gottlob Koenig, född 17 april 1774 i Eisleben, död 17 januari 1833 i Oberzell vid Würzburg, var en tysk boktryckare och uppfinnare av den första snällpressen.
Koenig lärde sig typografyrket 1789-95 hos Breitkopf & Härtel i Leipzig samt studerade sedermera matematik och mekanik. Förgäves sökte han emellertid i hemlandet en förlagsgivare till utförandet av sin plan att ersätta handpressen med en maskin. Han begav sig därför 1806 till London och lyckades där intressera den rika boktryckaren Thomas Bensley för sin uppfinning. Kort därefter vann han medverkan även av mekanikern Andreas Friedrich Bauer från Stuttgart. År 1810 hade man fått färdig den första "snällpressen", en digeltryckmaskin, samt 1813 den första cylindertryckmaskinen och den 29 november 1814 trycktes "The Times" första gången på en tvåcylinders dubbelmaskin. Under de följande åren konstruerade Koenig bland annat en skön- och widertryckmaskin. Misshälligheter med Bensley gjorde, att Koenig och Bauer 1817 återvände till Tyskland, där de i Oberzell vid Würzburg anlade en maskinfabrik Koenig & Bauer AG, som de under många vedermödor lyckades få lönsam.